# 守護神 (映画)
『守護神』（英: The Guardian）は、2006年公開のアメリカ映画。アメリカ沿岸警備隊の隊員を主人公にしたアクション。日本での公開は2007年2月10日。

## あらすじ
ベン・ランドールはアメリカ沿岸警備隊に就いて様々な海上人命救助に携わってきた。だが、ある突然の事故をきっかけに訓練所の教官へ就く。生徒等はランドールの厳しい訓練により半数が脱落。そこにスイマーとして優秀な成績を残し続けてきた、ジェイク・フィッシャーという青年に出会う。彼もまたランドールと同じく過去に辛い記憶を持っていた。

## 登場人物
ベン・ランドール
レスキュー・スイマー。
ジェイク・フィッシャー
元高校水泳チャンプの訓練生。
エミリー・トーマス
女教師。
マギー・マクグレン
バーの女店主。ベンの友人。
ビリー・ホッジ
ジェイクの友人。
ヘレン・ランドール
ベンの元妻。

## キャスト
| 役名                   | 俳優                   | 日本語吹替 |
| ---------------------- | ---------------------- | ---------- |
| ベン・ランドール       | ケビン・コスナー       | 森田順平   |
| ジェイク・フィッシャー | アシュトン・カッチャー | 鉄野正豊   |
| ジェイク・スキナー     | ニール・マクドノー     | 横島亘     |
| エミリー・トーマス     | メリッサ・サージミラー | 岡寛恵     |
| ウィリアム・ハドレー   | クランシー・ブラウン   | 銀河万丈   |
| ヘレン・ランドール     | セーラ・ウォード       | 野沢由香里 |
| マギー・マクグレン     | ボニー・ブラムレット   | 磯辺万沙子 |
| ビリー・ホッジ         | ブライアン・ジェラティ | 石井揮之   |
| カール・ビリングス     | オマリ・ハードウィック | 乃村健次   |
| フランク・ラーソン     | ジョン・ハード         | 田原アルノ |

## スタッフ
- 監督：アンドリュー・デイヴィス

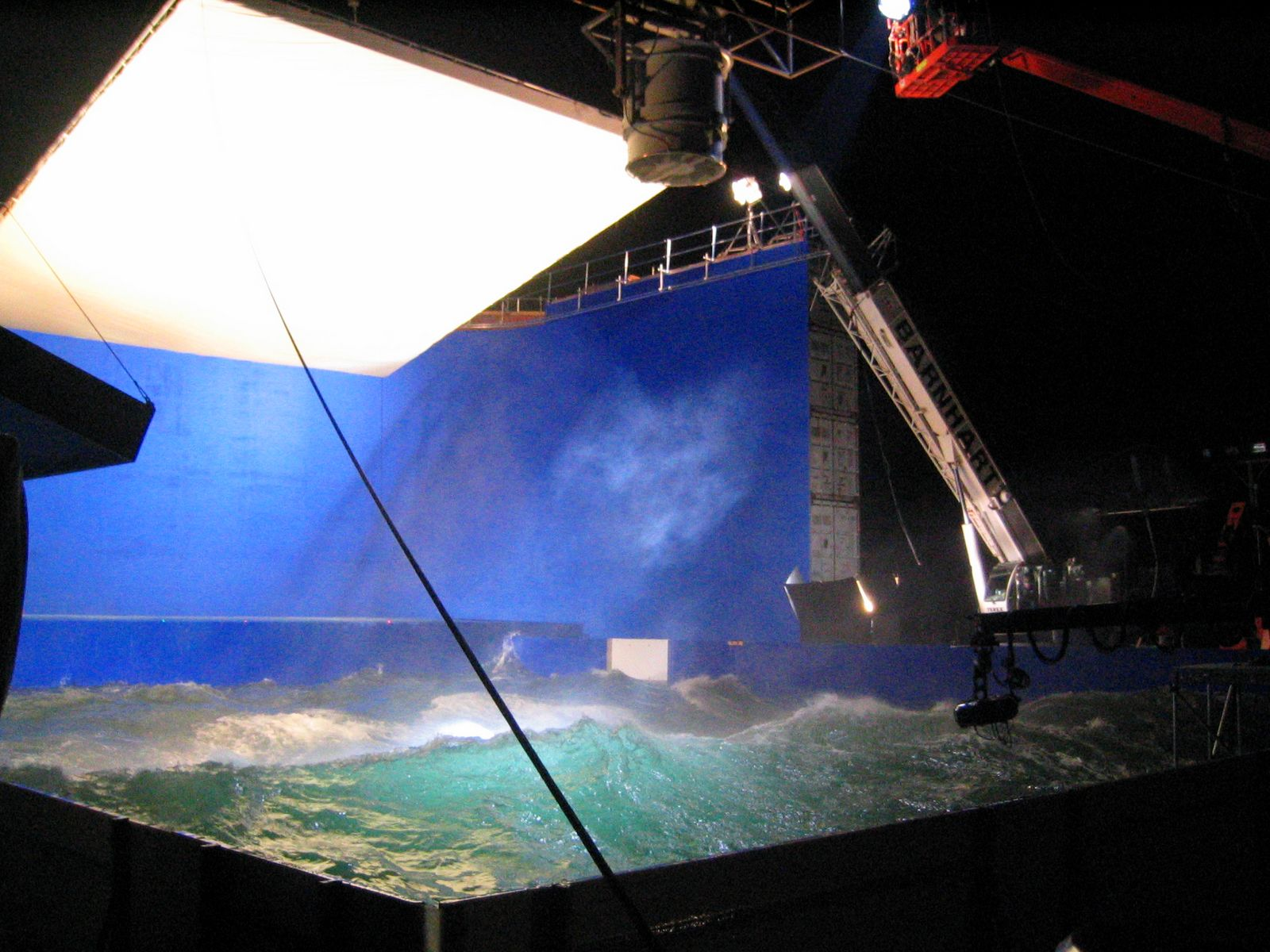
撮影に使われたプール

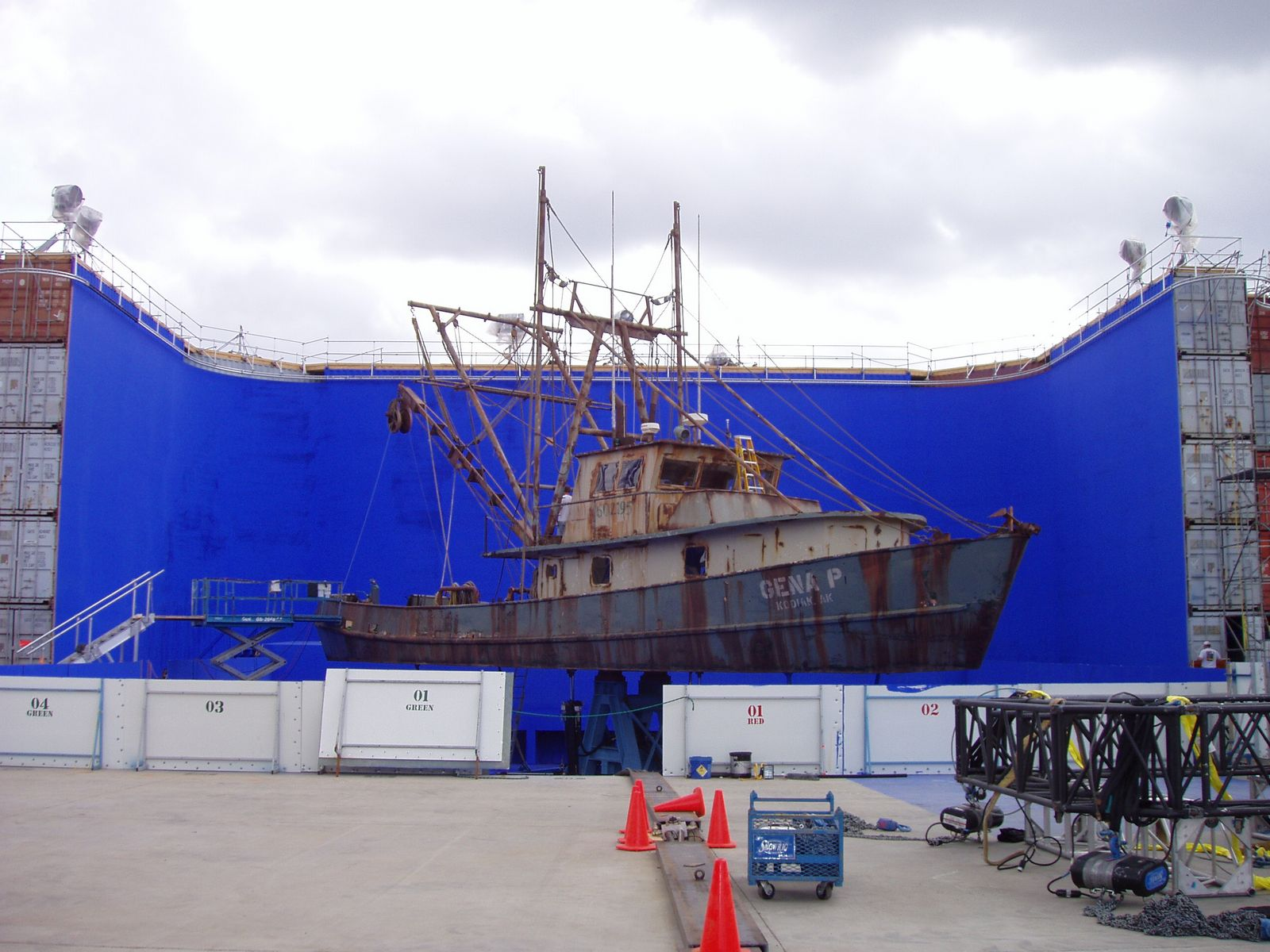
撮影に使われた船舶の模型。背景にブルーバックを使用している

- 製作総指揮：チャーリー・ライオンズ、ピーター・マクレガー＝スコット、アーミアン・バーンスタイン、ザンヌ・ディヴァイン
- 製作：ボー・フリン、トリップ・ヴィンソン
- 脚本：ロン・L・ブリンカーホフ
- 撮影：ティーヴン・セント・ジョン
- 音楽：トレヴァー・ラビン
- 編集：デニス・ヴァークラー、トム・ノードバーグ

## 評価
レビュー・アグリゲーターのRotten Tomatoesでは150件のレビューで支持率は37%、平均点は5.20/10となった。Metacriticでは29件のレビューを基に加重平均値が53/100となった。